# Варшава Ольшинка-Гроховская
Варша́ва Ольши́нка-Грохо́вская (пол. Warszawa Olszynka Grochowska) — остановочный пункт железной дороги в Варшаве (расположен в районе Прага-Полудне), в Мазовецком воеводстве Польши. Имеет 1 платформу и 2 пути.
Остановочный пункт на железнодорожной линии Варшава-Восточная — Дорогуск, построен в 1915 году.